# Adam van Noort

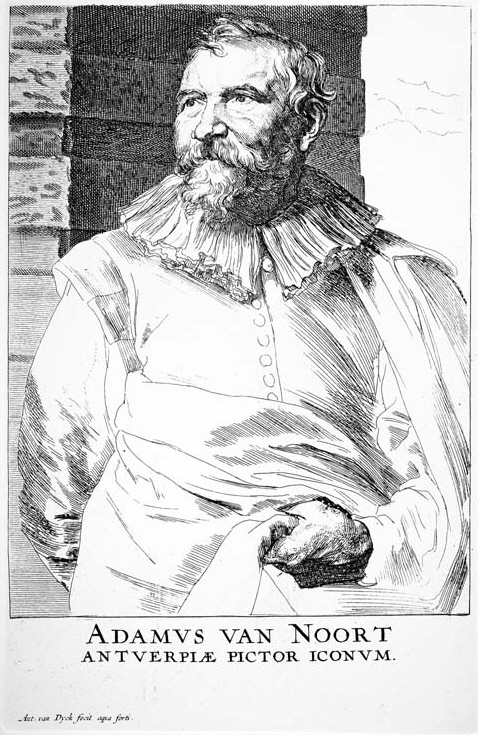
Adam van Noort

Adam van Noort (* 1562 in Antwerpen; † 1641 ebenda) war ein flämischer Maler.

## Leben
Noort lebte in seiner Geburtsstadt und malte dort vorwiegend Porträts und historische Szenen. Von seinem Werk ist nur ein geringer Teil erhalten geblieben. Noort ist hauptsächlich als Lehrer bekannt, zu seinen Schülern zählten Hendrik van Bolen der Ältere, Peter Paul Rubens, Sebastian Vrancx und Schwiegersohn Jacob Jordaens, der mit van Noorts Tochter Elisabeth verheiratet war.